# Луккау
Лу́ккау (нем. Luckau, н.-луж. Łukow (Лу́ков)) — город в Германии, в земле Бранденбург.
Входит в состав района Даме-Шпревальд.  Занимает площадь 206,39 км². Официальный код — 12 0 61 320.
Первое письменное упоминание — 1230 год.

## Население
| Год  | Население |
| ---- | --------- |
| 1990 | 11 389    |
| 1995 | 10 751    |
| 2000 | 11 104    |
| 2005 | 10 642    |
| 2010 | 10 130    |
| 2015 | 9 533     |
| 2020 | 9 443     |

## Фотографии

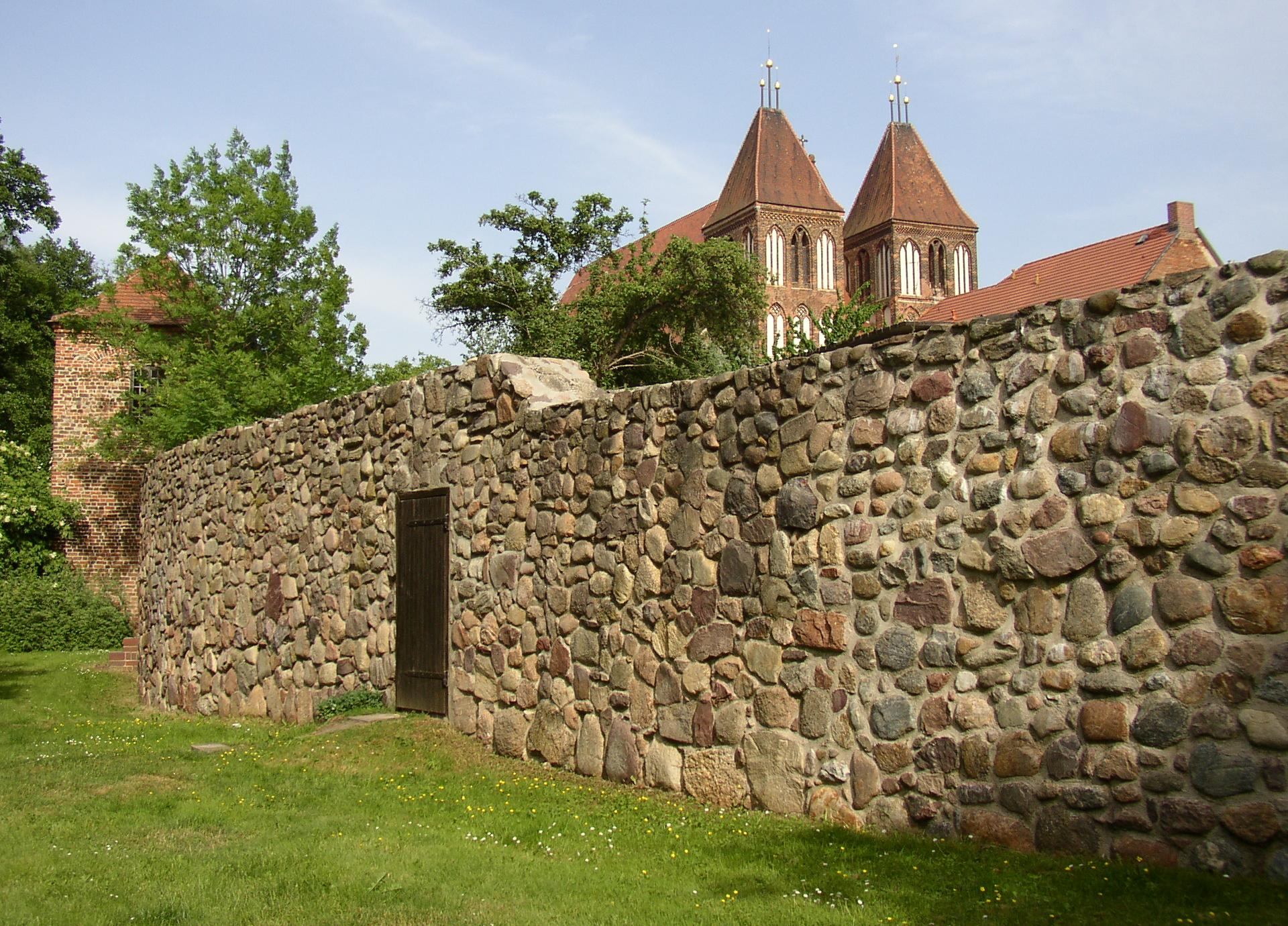
Городская стена
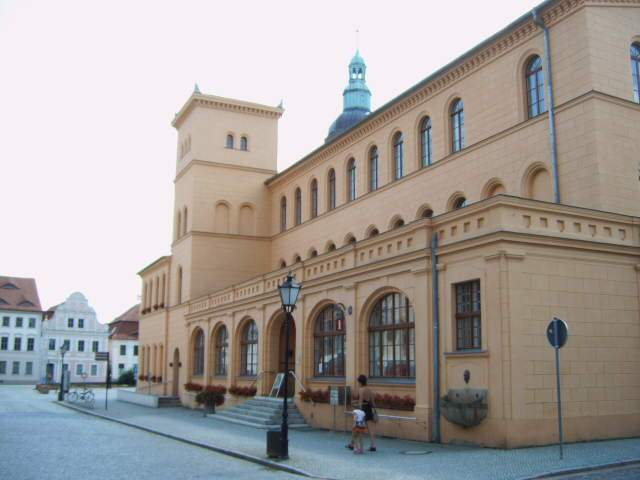
Ратуша
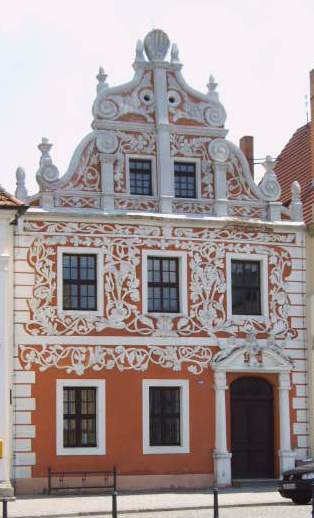
Дом у рынка
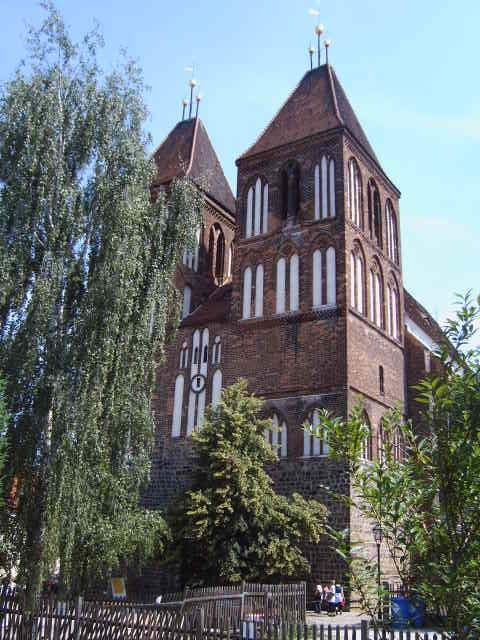
Церковь св. Николая
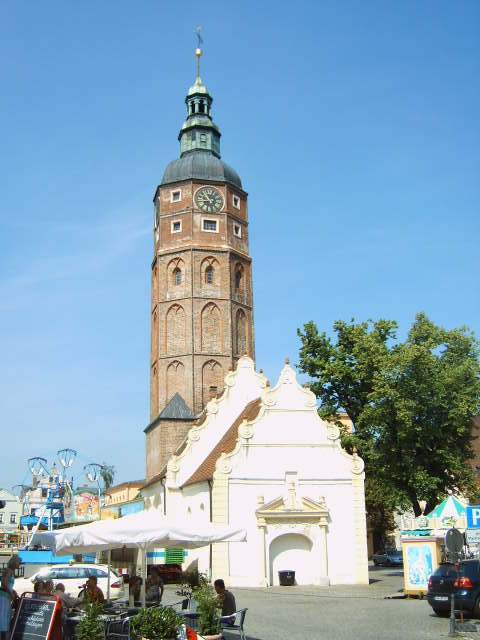
Часовня св. Георгия
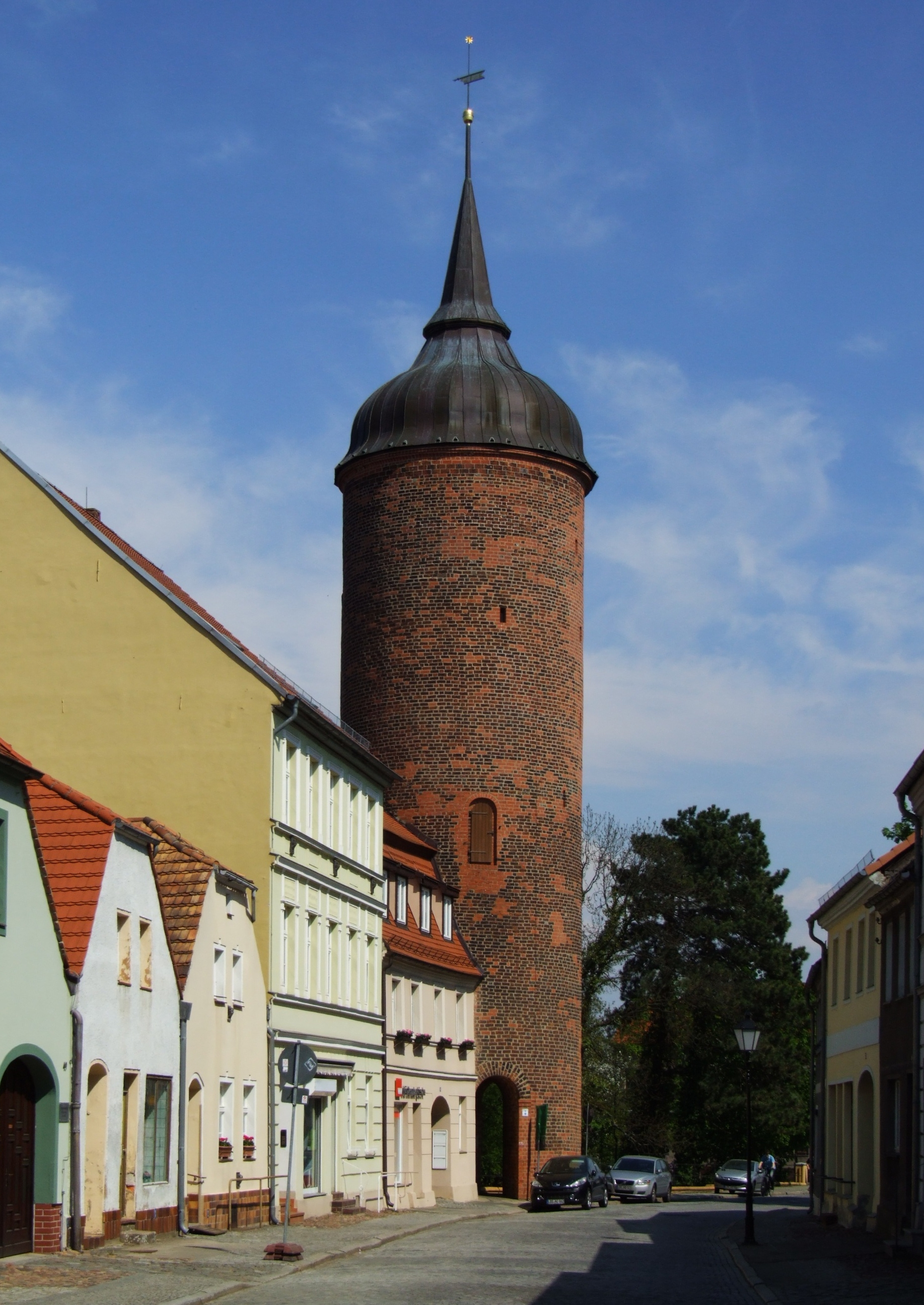
Красная башня

## В искусстве
Одним из главных мест съёмок фильма «Четыре минуты» являлась женская тюрьма Луккау.

## Персоналии
- Бонштедт, Александр Рейнхольд (1839—1903) — немецкий ботаник и педагог.
- Цешау, Генрих Вильгельм фон (1760—1832) — саксонский военачальник, генерал-лейтенант, губернатор Дрездена.